# Acacia lysiphloia
Acacia lysiphloia é uma espécie de leguminosa do gênero Acacia, pertencente à família Fabaceae.